# Lichenochora collematum
Lichenochora collematum är en lavart som beskrevs av Nik. Hoffm. & Hafellner 2000. Lichenochora collematum ingår i släktet Lichenochora, ordningen Phyllachorales, klassen Sordariomycetes, divisionen sporsäcksvampar och riket svampar.   Inga underarter finns listade i Catalogue of Life.